# Панчала
Панчала — історичний регіон та стародавня держава в північній Індії, одна з 16 магаджанапад.

## Історія
Спочатку Панчала була джанападою (союз племен-джана), можливо засновано племен кріві, куди входило ще 4 племені чи клани (Х. К. Рей Чаудхурі припустив, що ними були турваші, кешини, срінджаї та сомаки). Відомо, що кожен із цих кланів пов'язаний з одним або кількома раджами, згаданими у ведичних текстах. Імена двох останніх кланів, Сомаки та Срінджая, також згадуються в Махабхараті та Пуранах.
Згідно «Махабхарати» Друпада, раджа Панчали, воював набоці Пандавів, оскільки був їхнім тестем, а також хотів помститися за образу своєї доньки Драупаді. Представники усіх кланів Панчали брали участь в епічній битві на Курукшетрі
У 1-й пол. VI ст. до н. е., коли племена куру завоювали Верхній Панчал, лише Дакшина Панчала, де розташовувалася власно держава Панчала) залишився незалежним. Панчала досягло найвищої популярності після занепаду та поразки царства Куру. Раджі Кешину Далбх'ї вдалося захопити частину володінь останнього. Його династія залишалася при владі протягом наступних поколінь. Одним з його наступних наступників був раджа-філософ Правахана Джайвалі, який був сучасником царя Джанаки, раджи Відехи.
Близько 350 року підкорено війська імперії Нанда. Після занепаду імперії Маур'їв наприкінці II ст. до н. е. відновила незалежність. Столицю було переміщено на північ. З цього періоду збереглися численні монети, алеобмальсвідченьпро раджей Панчали. Основою стає Уттара-Панчала. Підкорено всередині III ст. н. е. імператором Самудрагуптою

## Територія
Регіон ділився на дві частини: Уттара-Панчала та Дакшина-Панчала. Столицею Уттара-Панчали було місто Ахіччхатра (також відоме як Адхічхатра або Чхатраваті), яке розташовувалося на місці сучасного міста Рамнагар. Столицею Дакшина-Панчали було місто Кампіл. На території Панчали також знаходилося відоме місто Кан'якубджа.
Держава охоплювала міжріччя Ганга і Ямуни, від Гімалаїв до річки Чамбал. розташовувалася на території сучасних індійських штатів Уттаракханд і Уттар-Прадеш. Спочатку столицею бувКампіл, напізньому етапі — Ахіччхатра.

## Устрій
З 900 до 500 року до н. е. була монархією, де кожен з очільників кланів керував почергово. Потім перетворилася на олігархічну конфедерацію зі статусом ганапада (на кшталт республіки).

## Культура
Було центром урбаністичної культури. Цей період асоціюється з культурою сірої розмальованої кераміки.
Тут існували дві ведійські шакхі (школи) — Шаунака і Тайттирія.